# John Ashton
John David Ashton (Springfield, Massachusetts, 22 de fevereiro de 1948 —  Fort Collins, Colorado, 26 de setembro de 2024) foi um ator e apresentador de rádio americano, mais famoso por sua atuação como o Sgt. John Taggart, na franquia de filmes Beverly Hills Cop I e II e cuja carreira se estendeu por 4 décadas. John morreu pacificamente, aos 76 anos de idade, depois de uma batalha contra o câncer.

## Filmografia

### Cinema
| Ano  | Título                            | Papel             |
| ---- | --------------------------------- | ----------------- |
| 1973 | The Psychopath                    | Sgt. Matthews     |
| 1974 | So Evil, My Sister                | Brock             |
| 1976 | Cat Murkil and the Silks          | treinador Larkin  |
| 1977 | Oh, God!                          | policial          |
| 1978 | Lawman Without a Gun              | policial estadual |
| 1979 | Breaking Away                     | irmão de Mike     |
| 1980 | Borderline                        | Charlie Monroe    |
| 1981 | Elvis and the Beauty Queen        | Jake              |
| 1981 | Honky Tonk Freeway                | Otto Kemper       |
| 1984 | The Adventures of Buckaroo Banzai | patrulheiro       |
| 1984 | Um Tira da Pesada                 | Sgt. John Taggart |
| 1986 | Last Resort                       | Phil Cocoran      |
| 1986 | The Deliberate Stranger           | Det Roger Dunn    |
| 1986 | King Kong Lives                   | Ten. Nevitt       |
| 1987 | Some Kind of Wonderful            | Cliff Nelson      |
| 1987 | Um Tira da Pesada II              | Sgt. John Taggart |
| 1988 | She's Having a Baby               | Ken               |
| 1988 | Midnight Run                      | Marvin Dorfler    |
| 1989 | I Want to Go Home                 | Harry Dempsey     |
| 1991 | Curly Sue                         | Frank Arnold      |
| 1991 | Saturday's                        | George            |
| 1992 | Dirty Work                        | Eddie             |
| 1994 | Little Big League                 | Mac Macnally      |
| 1994 | Trapped in Paradise               | Ed Dawson         |
| 1994 | In the Living Years               | Mike Donahue      |
| 1995 | The Shooter                       | Alex Reed         |
| 1996 | For Which He Stands               | promotor          |
| 1996 | Fast Money                        | Ten. Diego        |
| 1997 | Little Girls in Pretty Boxes      | Peter Bryant      |
| 1998 | Meet the Deedles                  | Cap. Douglas Pine |
| 1998 | The Day Lincoln Was Shot          | Gen. Grant        |
| 1999 | Instinct                          | guarda Dacks      |
| 1999 | Escape from Alaska                | Kemp              |
| 2001 | Bill's Gun Shop                   | Bill Voight       |
| 2005 | Jane Doe: Til Death Do Us Part    | Richie Parsons    |
| 2006 | Sweet Deadly Dreams               | Harry             |
| 2007 | Reign of the Gargoyles            | Com. Latham       |
| 2007 | Gone Baby Gone                    | Nick Poole        |
| 2009 | Middle Men                        | Morgan            |
| 2009 | A Letter to Dad                   | Mike              |
| 2014 | Uncle John                        | John              |
| 2024 | Beverly Hills Cop: Axel Foley     | Sgt. John Taggart |

### Televisão
| Ano       | Título                            | Papel                     | Notas |
| --------- | --------------------------------- | ------------------------- | ----- |
| 1974      | Kojak                             | Cullen                    |       |
| 1974      | Columbo                           | Calvin MacGruder          |       |
| 1976      | Phyllis                           | contribuinte              |       |
| 1976      | Police Story                      | Sgt. Paulson              |       |
| 1977      | Police Woman                      | Curt Thomas               |       |
| 1977      | Wonder Woman                      | cumplice nazista          |       |
| 1977      | Code R                            | Karl                      |       |
| 1977      | M*A*S*H                           | M.P.                      |       |
| 1978      | Arquivo Confidencial              | Sonny                     |       |
| 1977 1978 | Starsky and Hutch                 | Roy Sears Paul H. Willits |       |
| 1978      | Carter Country                    | guarda                    |       |
| 1979      | Dallas                            | Willie Joe Garr           |       |
| 1980      | Breaking Away                     | Roy                       |       |
| 1982      | Police Squad                      | Rocky                     |       |
| 1985      | The A-Team                        | Cactus-Jack Slater        |       |
| 1985      | A Death in California             | Det. Swalwell             |       |
| 1985      | The Twilight Zone                 | Brady Simmons             |       |
| 1986      | Hardcastle and McCormick          | Leonard Porter            |       |
| 1986      | Brothers                          | agente Harris             |       |
| 1989 1990 | Hardball                          | Charlie Battles           |       |
| 1990      | The Tracey Ullman Show            | Jimmy                     |       |
| 1996      | JAG                               | agente Brian Turque       |       |
| 1998      | King of the Hill                  | instrutor                 |       |
| 1998      | Fantasy Island                    | Bobby                     |       |
| 2001      | Judging Amy                       | Dashiel Purdue            |       |
| 2001      | Going to California               | Victor                    |       |
| 2002      | Body & Souls                      | Jordan Meadows            |       |
| 2009      | Law & Order: Special Victims Unit | chefe dos detetives       |       |
| 2011      | Fairly Legal                      | Lou Fisher                |       |
| 2012      | The Finder                        | Franklin Sherman          |       |